# Herzog von Veragua

Wappen der Herzöge von Veragua

Herzog von Veragua (spanisch Duque de Veragua) ist ein Titel im spanischen Adel. Er beinhaltete im 16. Jahrhundert Herrschaftsrechte über eine Region in Panama, die in etwa der heutigen Provinz Veraguas (heute üblicherweise mit -s am Ende geschrieben) entspricht.

## Geschichte

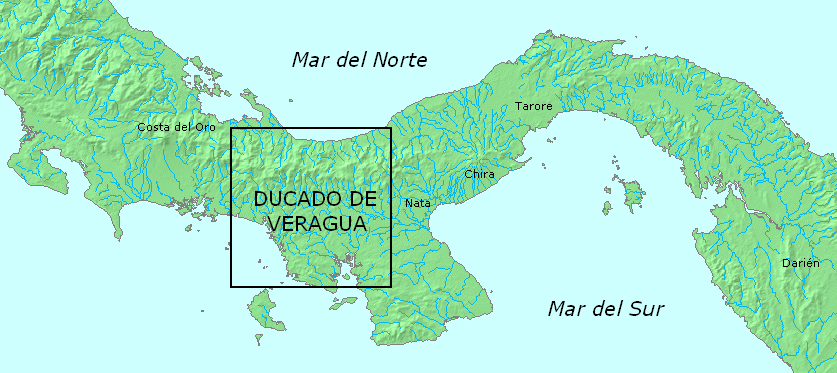
Herzogtum Veragua

1492, vor seiner ersten Fahrt, schloss Christoph Kolumbus mit den Katholischen Königen die Kapitulation von Santa Fe, in der Kolumbus’ Rechte an seinen Entdeckungen geregelt waren. Hieraus entwickelten sich zwischen Kolumbus und seinen Nachkommen einerseits und der spanischen Krone andererseits jahrzehntelang andauernde Rechtsstreitigkeiten, die sogenannten pleitos colombinos. 1537 wurden diese Streitigkeiten durch einen Vergleich beigelegt. Als Teil dieser Einigung erhielt Luís Colón, ein Enkel des Entdeckers über dessen Sohn Diego, von Karl V. (in Spanien Karl I.) neben anderen Zugeständnissen den erblichen Titel eines Herzogs von Veragua. Der Titel ist mit dem eines Granden verknüpft und bis heute erblich unter Kolumbus’ Nachkommen; gegenwärtiger Träger ist seit 1986 Cristóbal Colón de Carvajal y Gorosábel (* 1949) als 18. Herzog.

## Herzöge von Veragua
- Luis Colón de Toledo, 1. Herzog von Veragua (1520–1572)
- Felipa Colón de Toledo, 2. Herzogin von Veragua (1550–1577)
- Cristóbal Colón de Cardona, 3. Herzog von Veragua (1545–1583)
- Nuño Colón de Portugal, 4. Herzog von Veragua (1570–1622)
- Álvaro Colón de Portugal y Espinosa, 5. Herzog von Veragua (1598–1636)
- Pedro Nuño Colón de Portugal y Castro, 6. Herzog von Veragua (1615–1673)
- Pedro Manuel Colón de Portugal y de la Cueva, 7. Herzog von Veragua (1651–1710)
- Pedro Manuel Nuño Colón de Portugal y Ayala, 8. Herzog von Veragua (1676–1733)
- Catalina Ventura Colón de Portugal y Ayala, 9. Herzogin von Veragua (1690–1739)
- Jacobo Francisco Fitz-James Stuart y Colón de Portugal, 3. Herzog von Berwick, 10. Herzog von Veragua (1718–1785)
- Carlos Bernardo Fitz-James Stuart y Silva, 4. Herzog von Berwick, 11. Herzog von Veragua (1752–1787)
- Mariano Colón de Larreátegui y Ximénez de Embún, 12. Herzog von Veragua (1742–1821)
- Pedro Colón y Ramírez de Baquedano, 13. Herzog von Veragua (1801–1866)
- Cristóbal Colón y de la Cerda, 14. Herzog von Veragua (1837–1910)
- Cristóbal Colón y Aguilera, 15. Herzog von Veragua (1874–1936)
- Ramón Colón de Carvajal y Hurtado de Mendoza, 16. Herzog von Veragua (1898–1941)
- Cristóbal Colón de Carvajal y Maroto, 17. Herzog von Veragua (1925–1986)
- Cristóbal Colón de Carvajal y Gorosábel, 18. Herzog von Veragua (* 1949)